# Stanislav Hanzal (architekt)
Stanislav Hanzal (* 1. května 1923 Ratibořské Hory) je český architekt. Vystudoval Fakultu architektury Českého vysokého učení technického v Praze. Studium dokončil v roce 1948. Poté žil v Sezimově Ústí a pracoval pod českobudějovickým Stavoprojektem. Mezi jeho realizace patří sídliště Jih, základní škola Tomáše Šobra (1977), panelová výstavba v ulicích nábřeží 1. máje a Otavská, a Obchodní dům Racek (1974) v jihočeském Písku. Společně s M. Štěpánkem a Michaelem Dyrynkem se podílel na realizaci keramického obkladu kašny v táborské Leskovické ulici.

## Galerie

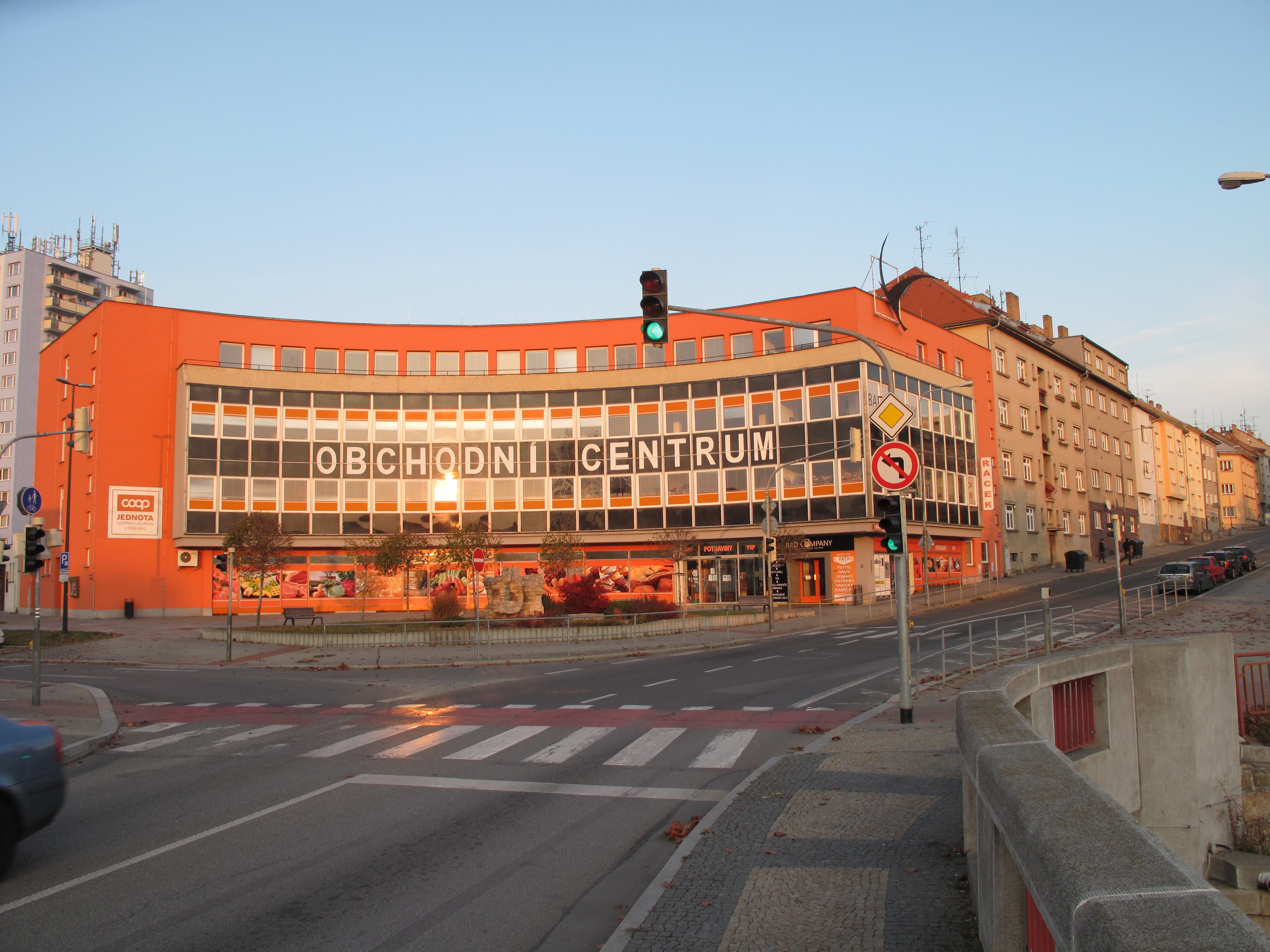
Obchodní dům Racek v Písku, čelní pohled
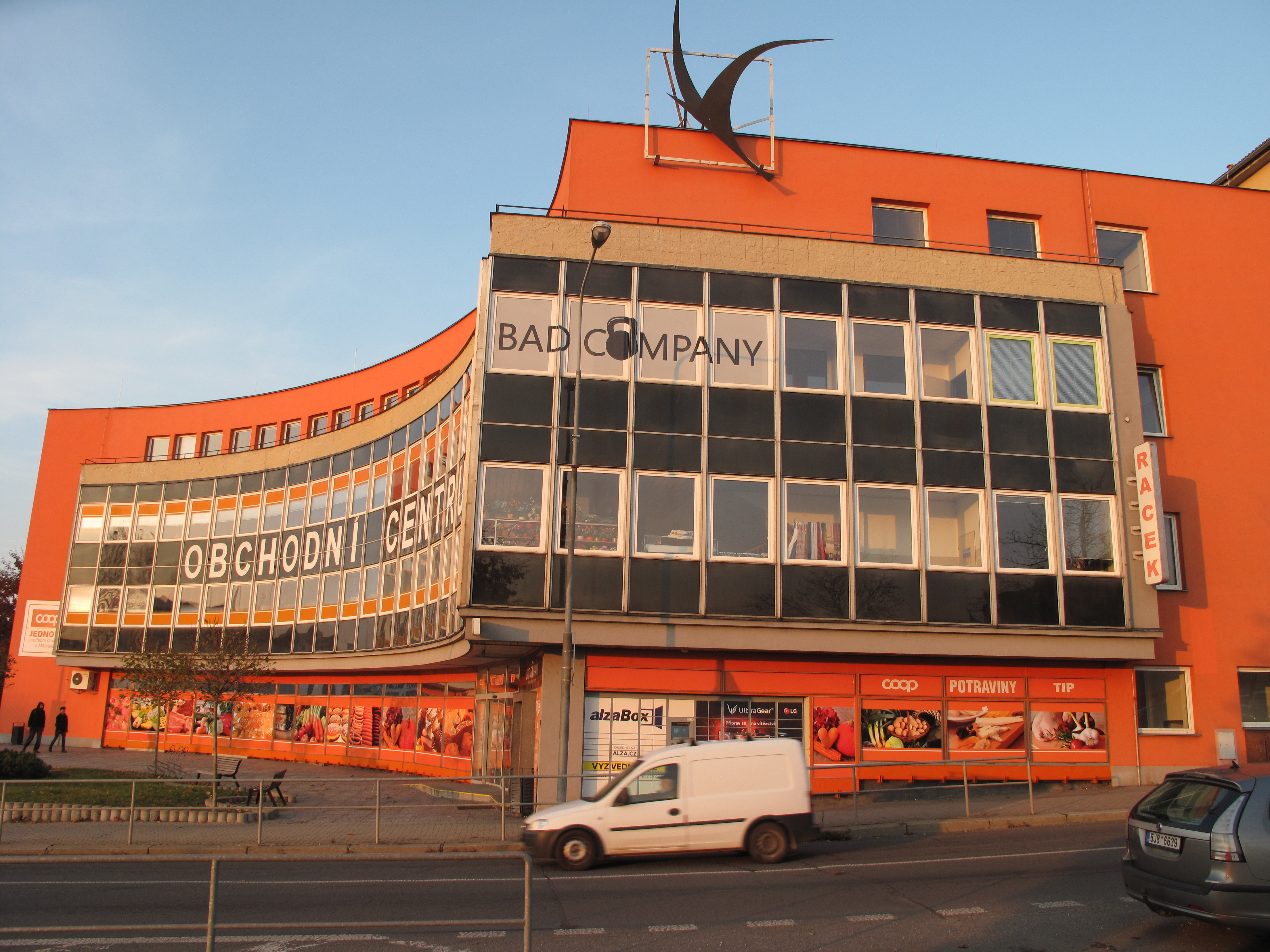
OD Racek, boční pohled
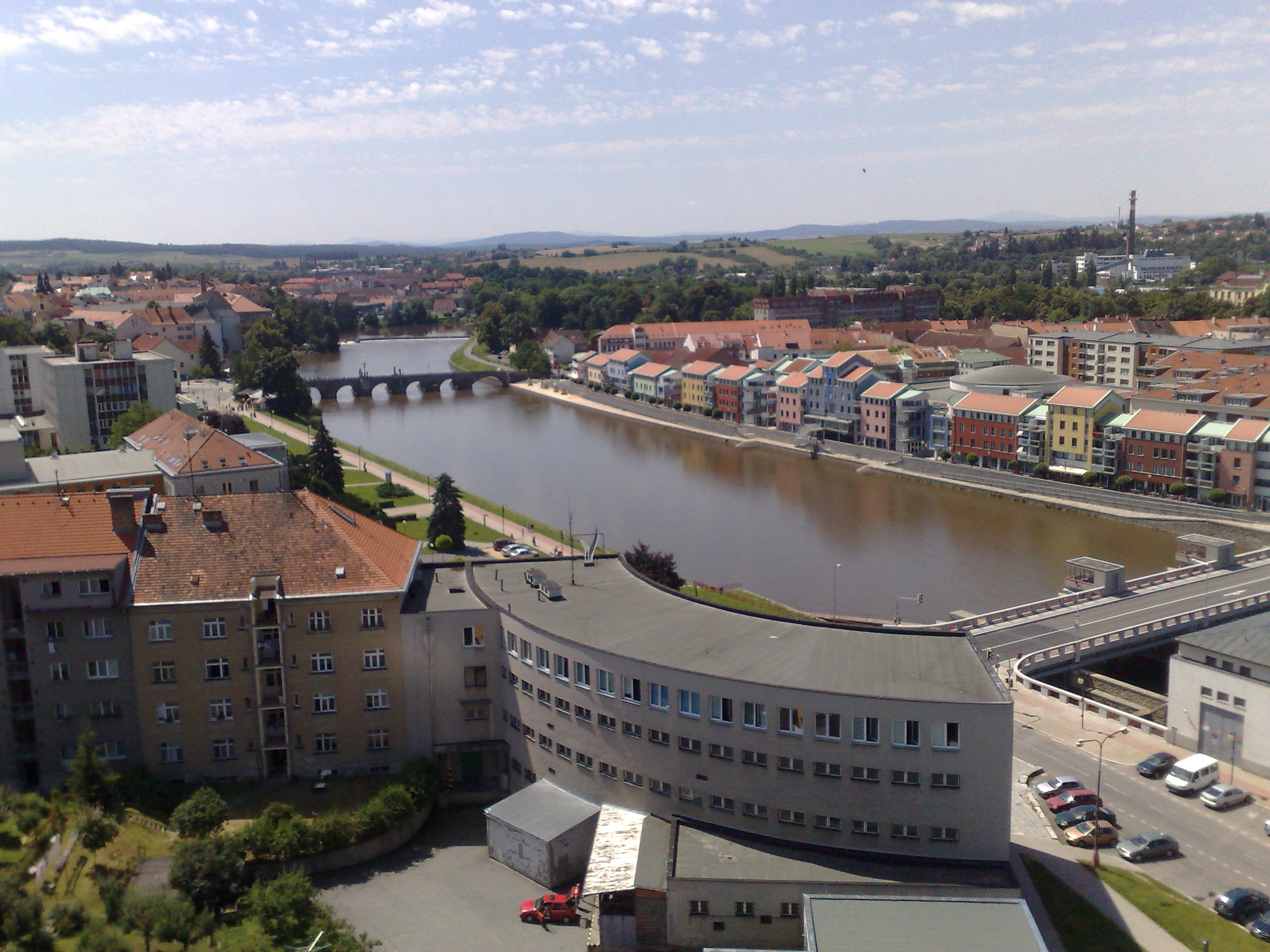
OD Racek, zadní pohled
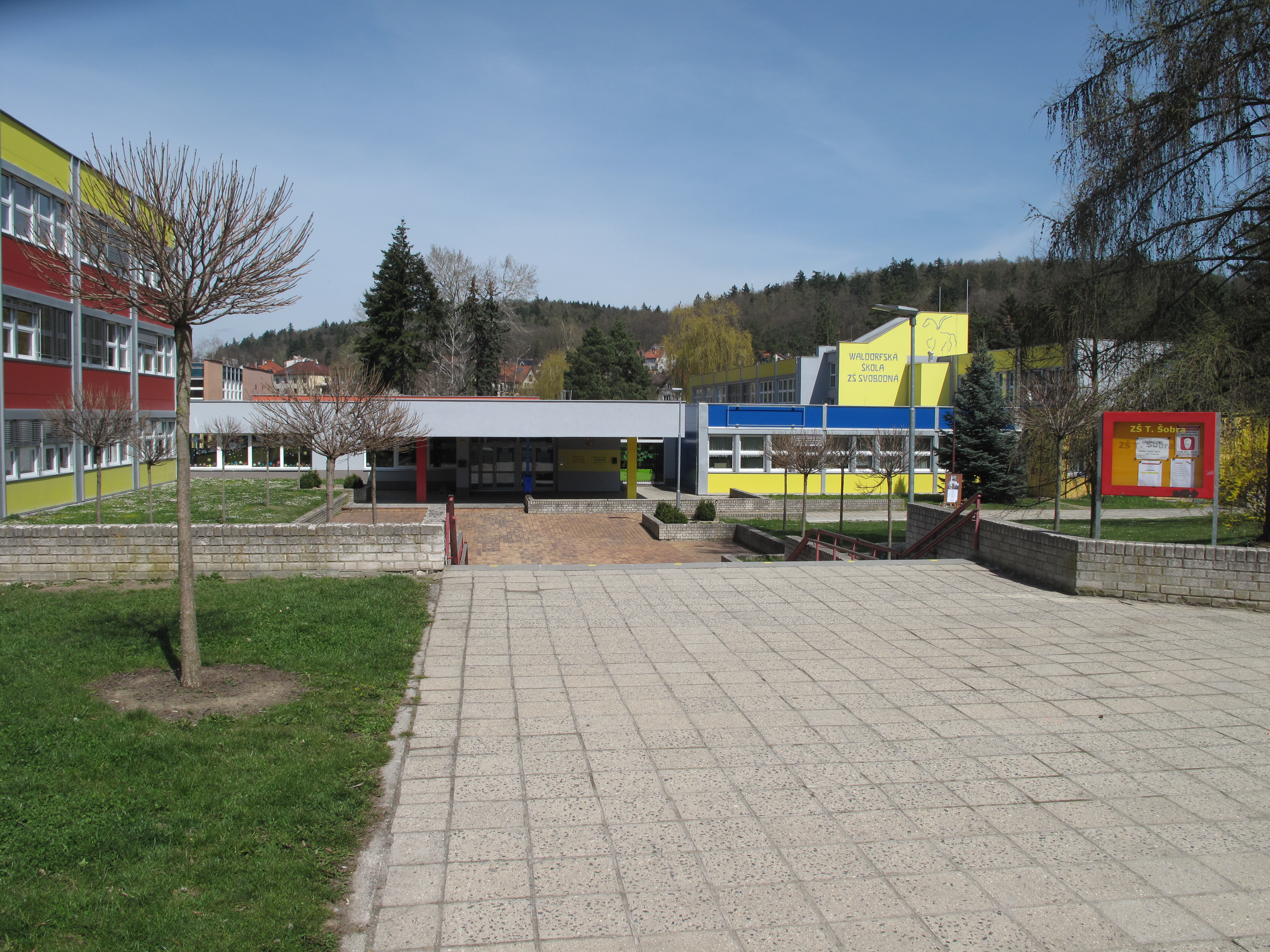
Základní škola Tomáše Šobra v Písku, čelní pohled
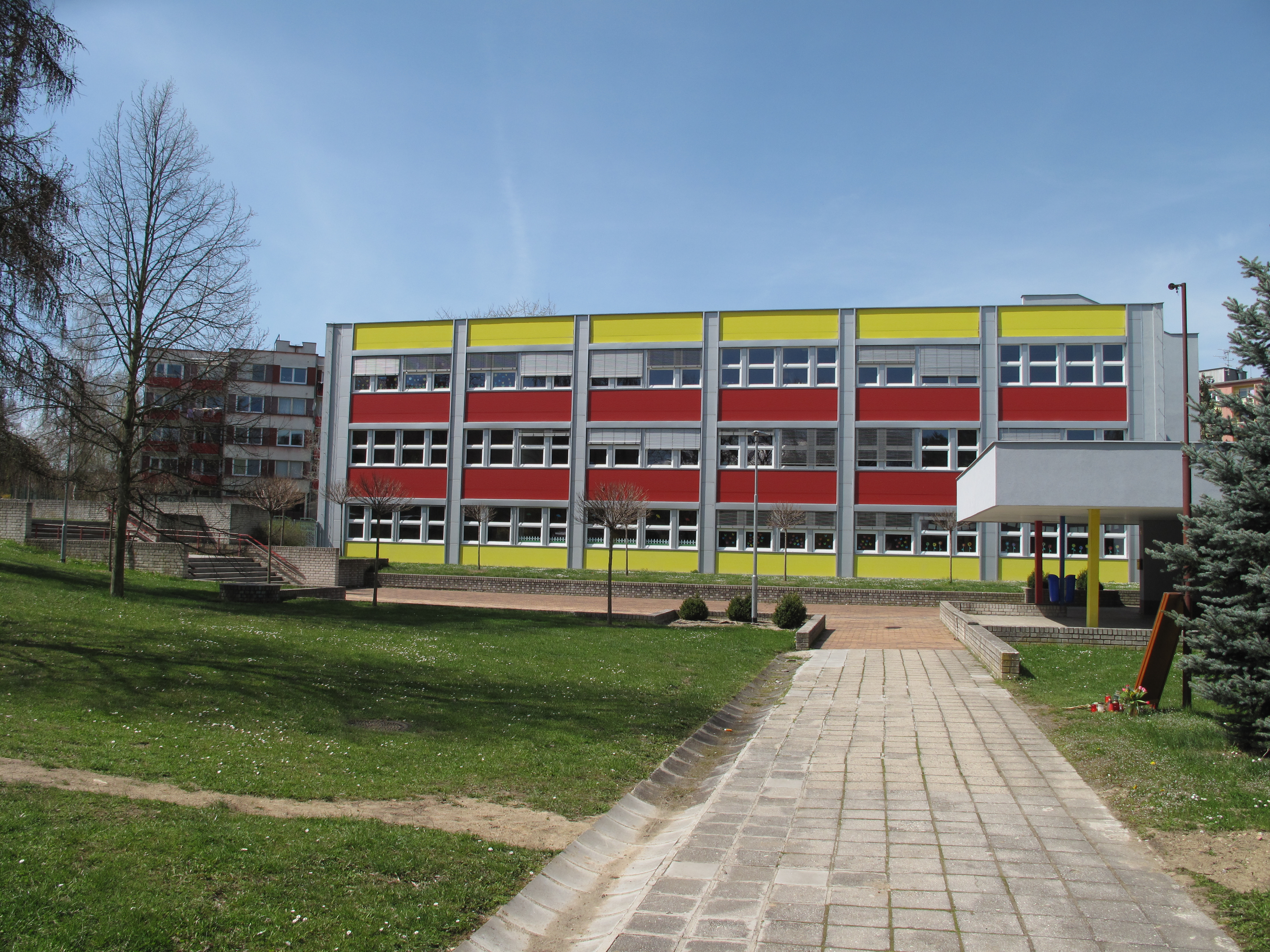
ZŠ Tomáše Šobra, boční pohled